# NGC 3845
NGC 3845 é uma galáxia espiral (Sb) localizada na direcção da constelação de Leo. Possui uma declinação de +19° 59' 46" e uma ascensão recta de 11 horas, 44 minutos e 05,5 segundos.
A galáxia NGC 3845 foi descoberta em 17 de Março de 1831 por John Herschel.